# Cryphia pomula
Cryphia pomula là một loài bướm đêm trong họ Noctuidae.